# Falência

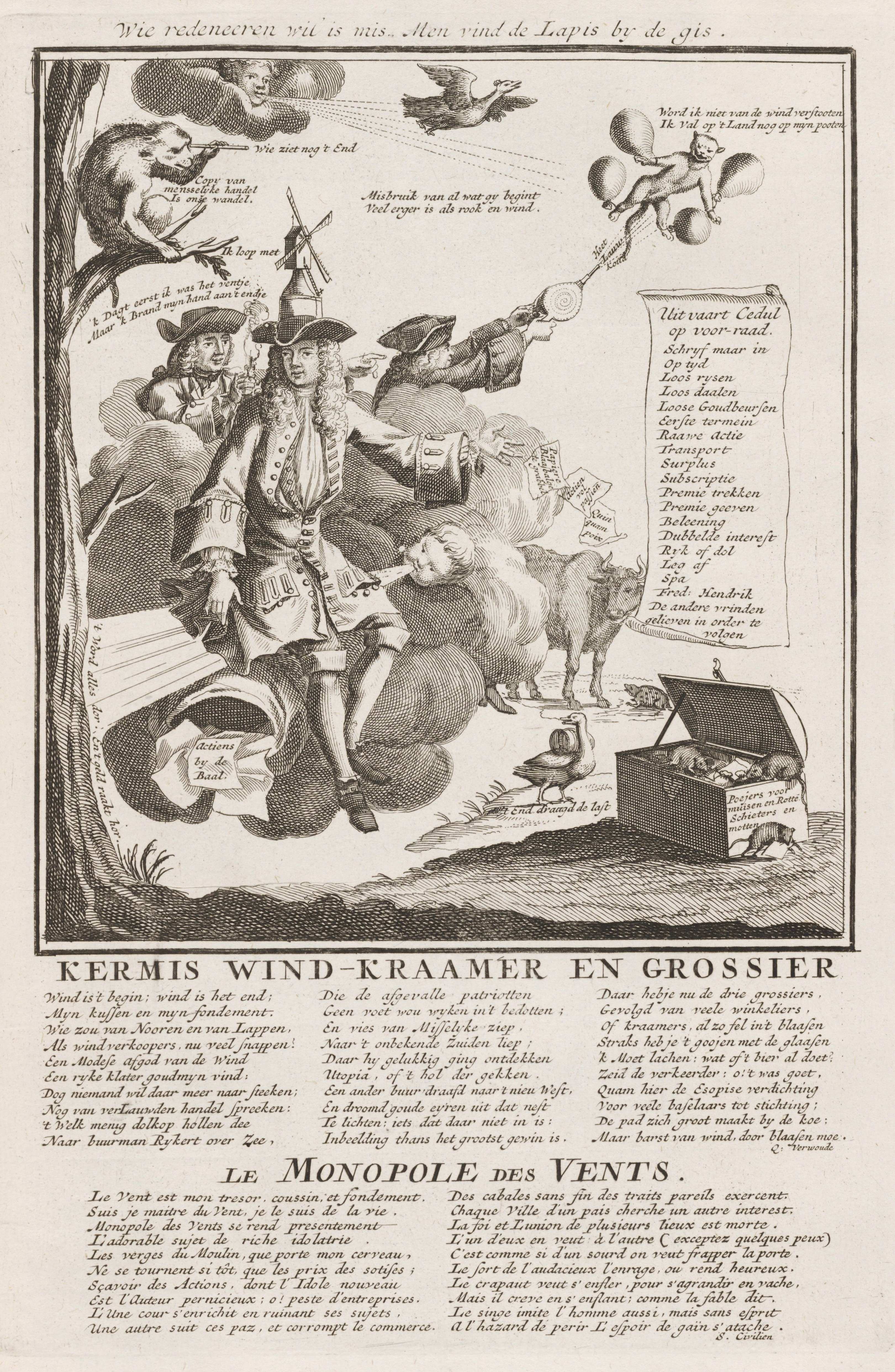
Caricatura política do especulador escocês John Law. Originalmente publicado em 1720.

Falência, lato sensu, representa uma situação em que uma pessoa, empresa ou um Estado se torna tecnicamente incapaz de pagar as suas dívidas.
Juridicamente, é um mecanismo legal por meio do qual pessoas ou outras entidades que não podem pagar dívidas a credores podem procurar alívio de algumas ou de todas as suas dívidas. Na maioria dos países, a falência é imposta por uma ordem judicial, muitas vezes iniciada pelo devedor. 
A palavra falência tem origem no latim, fallere, que significa faltar. Outros sinónimos de falência são os termos quebra e bancarrota, este último proveniente do italiano bancarotta ('banca quebrada'): na Idade Média, os banqueiros expunham seu dinheiro sobre um banco de madeira (daí o nome 'banqueiro'), tal como os antigos romanos o faziam na mensa argentaria. Se algum deles não honrava suas dívidas, seu banco era feito em pedaços, e ele próprio era impedido de continuar a exercer qualquer outro negócio.

## Definições
As definições de falência diferem no campo econômico e jurídico. Para além destes campos, falência é também um termo associado ao ato de decretar a fim de algo: o fim de uma atividade, de um império, dos órgãos do corpo humano, como no caso de falência de múltiplos órgãos.
A falência distingue-se da insolvência, que é um estado em que o devedor tem prestações a cumprir que são superiores aos rendimentos que aufere. Uma empresa insolvente não está automaticamente ou obrigatoriamente falida. Ela poderá ou não, ao final de um processo, recuperar-se, ser declarada falida ou em recuperação judicial.
A definição jurídica de falência  está estampada na lei de cada país. Por exemplo, nos Estados Unidos da América, tem-se a falência disciplinada pelo Capítulo 7 do Título 11 dos US Statutes, enquanto que outros institutos falimentares como a recuperação judicial se encontra disciplinada pelo Capítulo 11 do Título 11 dos US Statutes.

## História
Na Grécia Antiga, a falência não existia. Se um homem devia e não podia pagar, ele e sua esposa, filhos ou empregados eram forçados à "escravidão por dívidas" até que o credor recupere as perdas através do seu trabalho físico. Muitas cidades-estado da Grécia antiga limitaram a escravidão por dívida a um período de cinco anos; os escravos por dívida tinham proteção à vida e à integridade física, o que os escravos regulares não tinham. No entanto, os servos do devedor podiam ser retidos pelo credor para além desse prazo e eram muitas vezes forçados a servir o seu novo senhor durante toda a vida, geralmente em condições significativamente mais duras. Uma exceção a esta regra foi Atenas, que pelas leis de Sólon que proibiu a escravização por dívida; como consequência, a maioria dos escravos atenienses eram estrangeiros (gregos ou não). 
O Estatuto dos Falidos de 1542 foi o primeiro estatuto sob a lei inglesa que trata de falência ou insolvência.[3] A falência também está documentada no Leste Asiático. De acordo com al-Maqrizi, o Yassa (Código de Leis Mongol) de Genghis Khan continha uma disposição que determinava a pena de morte para qualquer pessoa que falisse três vezes. 
O fracasso de uma nação em cumprir os pagamentos de títulos foi observado em muitas ocasiões. De maneira semelhante, Filipe II da Espanha teve que declarar quatro falências do Estado em 1557, 1560, 1575 e 1596. De acordo com Kenneth S. Rogoff, "Embora o desenvolvimento dos mercados de capitais internacionais tenha sido bastante limitado antes de 1800, catalogamos, no entanto, os vários ocorridos dessa natureza na França, Portugal, Prússia, Espanha e as primeiras cidades-estado italianas. No limite da Europa, o Egito, a Rússia e a Turquia também têm históricos de falências crônicas." 

## Direito
Em seu sentido jurídico, falência é uma situação jurídica decorrente de uma sentença decretatória proferida por um magistrado onde uma empresa ou sociedade comercial se omite quanto ao cumprimento de determinada obrigação patrimonial e então tem seus bens alienados para satisfazer seus credores.
Também é chamada de falência a reunião de credores. Quando vários processos judiciais de cobrança de dividas são reunidos em torno de um processo principal, para serem decididos por um único juiz, que decretou a falência. Assim, evita-se que um único credor receba sozinho o suficiente para pagar uma única divida e dividem-se os bens, créditos e direitos do devedor entre todos os seus credores, que serão pagos na proporção de seus respectivos créditos e de acordo com o montante em poder do falido e a natureza do crédito.
O foco principal da legislação moderna de insolvência e das práticas de reestruturação de dívidas das empresas não mais reside na eliminação de entidades insolventes, mas na remodelação de a estrutura financeira e organizacional dos devedores que enfrentam dificuldades financeiras de modo a permitir a reabilitação e continuação do negócio. 

### Brasil
No Brasil a definição para economistas e contabilistas é diferente da definição jurídica. O conceito econômico de falência prende-se à noção do estado de insolvência, levando em consideração primordialmente a situação patrimonial do devedor. Já segundo o conceito jurídico, para caracterizar a falência não basta o estado de insolvência; é preciso que haja a execução coletiva das dívidas. De acordo com a definição de Amaury Campinho, "falência é a insolvência da empresa comercial devedora que tem o seu patrimônio submetido a um processo de execução coletiva".
Na opinião de Waldemar Ferreira, "a falência é um processo destinado a realizar o ativo, liquidar o passivo e repartir o produto entre os credores, tendo em vista os seus direitos de prioridade, anterior e legitimamente adquiridos".  A falência constitui um processo de execução coletiva, onde todos os credores do falido acorrem a um único juízo e, em um único processo, executam o patrimônio do devedor empresário.
Segundo a nova lei da falência brasileira, para que alguém seja considerado falido é necessário que satisfaça todos os requisitos a seguir enumerados:
- tenha sua insolvência presumida;
- seja empresário;
- haja a decretação da falência pelo juízo competente.

A nova lei dá ênfase especial para a recuperação judicial e extrajudicial das empresas, de modo que as empresas com problemas de liquidez poderão fazer um projeto de recuperação, sem interrupção de suas atividades. No caso do plano de recuperação judicial ser aceito pelo juiz, as ações de execução dos credores ficam suspensas por 180 dias, podendo esse prazo ser prorrogado por mais 90 dias. A recuperação das empresas substitui a atual concordata que era uma prerrogativa dada aos devedores comerciantes, em dificuldades, para recuperarem a empresa. A concessão da concordata dependia do atendimento de determinados requisitos e dava aos comerciantes a possibilidade de pagar suas dívidas, em condições privilegiadas, no prazo de até 2 anos, mediante pagamento de 40% dos seus débitos no primeiro ano  e 60%  no segundo ano.
Segundo o Código Civil Brasileiro (Lei 10.406/2002, art. 955), "procede-se à declaração de insolvência toda vez que as dívidas excedam à importância dos bens do devedor". No mesmo sentido, nos termos do Código de Processo Civil (Lei 5.869/1973, art. 748), "dá-se a insolvência toda vez que as dívidas excederem à importância dos bens do devedor".
Quando a empresa devedora tem a sua falência declarada ou decretada, através de uma decisão judicial, instaura-se o concurso de credores, ocasião em que todos os credores irão promover, coletivamente, ao mesmo tempo, a cobrança dos seus respectivos créditos, classificados conforme a ordem de preferência ou privilégio definido na lei. Assim, os credores mais privilegiados receberão primeiramente os seus créditos e, se ainda houver patrimônio na empresa devedora, serão pagos os credores subsequentes. Esse critério de pagamento tem origem no clássico princípio romano da par conditio creditorum (tratamento paritário dos credores).

### Insolvência civil
É importante observar que não é possível decretar a falência de uma pessoa física. No entanto, para algumas pessoas jurídicas, é possível a decretação de insolvência civil. 
O processo de insolvência civil é utilizado para indicar a condição na qual o devedor, normalmente uma pessoa física, mas também aplicável a pessoas jurídicas não empresárias, possui mais obrigações financeiras do que ativos ou capacidade de pagamento. A legislação contempla duas formas de insolvência: a real, quando as dívidas ultrapassam os ativos, conforme definido no artigo 748; e a presumida ou ficta, regida pelo artigo 750, que ocorre quando o devedor não possui bens penhoráveis, não tem endereço para notificação ou tenta alienar seu patrimônio para evitá-lo. 
Com a declaração de insolvência, todos os ativos do devedor sujeitos a penhora são reunidos com o objetivo de quitar as dívidas junto aos credores. Quanto à falência, conforme estipulado pelo artigo 75 da Lei 11.101/2005, trata-se de um processo destinado a suspender as atividades do devedor para preservar os bens, ativos e recursos produtivos da empresa, visando ao pagamento futuro dos credores. Esse procedimento é regulamentado por uma legislação específica, a Lei 11.101/2005, que se aplica exclusivamente a empresários ou sociedades empresárias. 
O artigo 94 estabelece que a falência será decretada se o devedor deixar de pagar uma dívida superior a 40 salários mínimos na data de vencimento, sem justificativa relevante, se a dívida for executada e não houver pagamento ou apresentação de bens suficientes no prazo estipulado, ou se o devedor praticar atos para evitar que seu patrimônio seja atingido, conforme descrito no inciso III desse artigo. Após a decretação da falência, o devedor fica impedido de exercer qualquer atividade comercial, perde o direito de administrar seus bens e é obrigado a cumprir os deveres legais previstos no artigo 104. 

### Portugal
Na legislação portuguesa desde a introdução do novo Código das Insolvências em 2004 que deixou de ser relevante o conceito de falência. Do ponto de vista jurídico apenas é relevante saber se uma empresa ou pessoa está ou não insolvente. Teoricamente uma empresa ou pessoa pode estar falida. Na prática uma situação de falência, ou é rapidamente resolvida ou costuma degenerar em insolvência.
Até à introdução da nova lei, o CIRE, os juristas "misturavam" o conceito económico de falência com o conceito económico de insolvência conduzindo a decisões anómalas e prejudiciais à economia.  Nessa altura os economistas referiam-se à situação de falência económica  tal como falência técnica de modo a fazer a distinção relativamente ao conceito jurídico incorreto mas legalmente imposto, de falência.
A nova legislação portuguesa, o CIRE, reformula a figura do processo de insolvência. Este resulta da criação de uma única forma de processo especial com o qual se pretende tornar mais célere a decisão judicial (com maior rapidez e flexibilidade na abertura e encerramento do processo), de modo a evitar a dissipação do património, ou permitir a sua atempada recuperação.
A nota de maior relevo no novo Código da Insolvência e Recuperação de Empresas, é a introdução da possibilidade de os particulares se poderem apresentar voluntariamente à insolvência e assim obterem o perdão das suas dívidas.